# Gmina Trundholm
Gmina Trundholm (duń. Trundholm Kommune) była w latach 1970–2006 (włącznie) jedną z gmin w Danii w okręgu zachodniej Zelandii (Vestsjællands Amt). 
Siedzibą władz gminy było miasto Højby. 
Gmina Trundholm została utworzona 1 kwietnia 1970 na mocy reformy podziału administracyjnego Danii. Po kolejnej reformie w 2007 r. weszła w skład gminy Odsherred.

## Dane liczbowe
- Liczba ludności: (♀ 5786 + ♂ 5523) = 11 309
  - wiek 0-6: 6,3%
  - wiek 7-16: 12,4%
  - wiek 17-66: 64,1%
  - wiek 67+: 17,2%
- zagęszczenie ludności: 69,8 osób/km²
- bezrobocie: 4,2% osób w wieku 17-66 lat
- cudzoziemcy z UE, Skandynawii i USA: 100 na 10 000 osób
- cudzoziemcy z krajów Trzeciego Świata: 149 na 10 000 osób
- liczba szkół podstawowych: 5 (liczba klas: 70)